# Митюшино (Вяземский район)
Митюшино — деревня в Вяземском районе Смоленской области России. Входит в состав Кайдаковского сельского поселения. Население — 52 жителя (2007 год).
Расположена в восточной части области в 11 км к югу от Вязьмы, в 0,1 км восточнее автодороги Р132 Вязьма — Калуга — Тула — Рязань, на берегу реки Лосьминки. В 3 км юго-западнее деревни расположена железнодорожная станция Лосьмино на линии Вязьма — Занозная.

## История
В годы Великой Отечественной войны деревня была оккупирована гитлеровскими войсками в октябре 1941 года, освобождена в марте 1943 года.